# Helmuth von Gordon

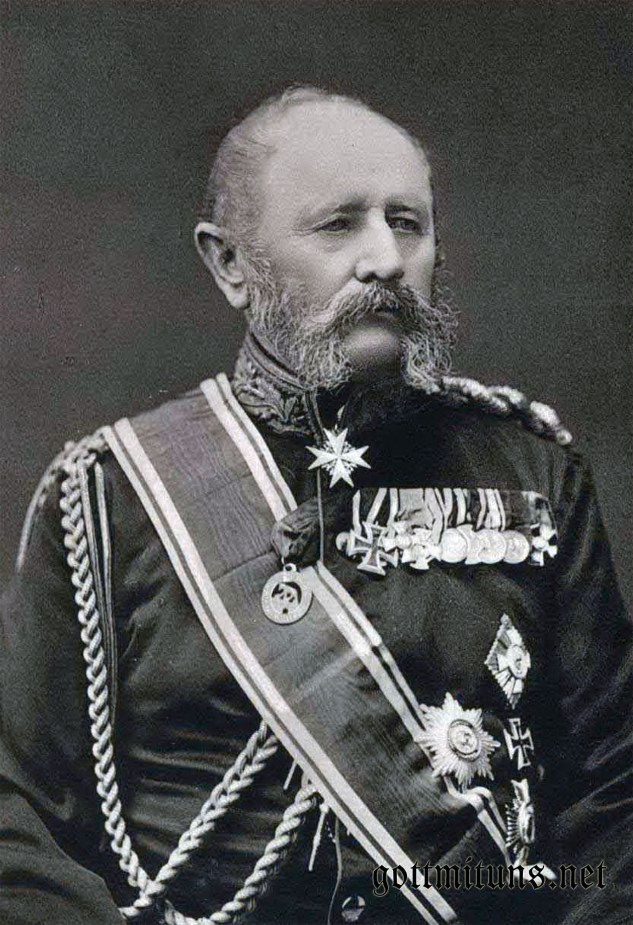
Helmuth von Gordon

Helmuth von Gordon (* 30. Juli 1811 in Kolberg; † 26. Dezember 1889 in Dresden) war ein preußischer General der Infanterie.

## Leben

### Herkunft
Helmuth entstammte dem ursprünglich schottischen Adelsgeschlecht Gordon. Er war der Sohn von Joseph Maximilian von Gordon (1772–1847) und dessen Ehefrau, einer geborenen von Engelbrecht. Sein Vater war Salineninspektor in Kolberg und preußischer Leutnant a. D., zuletzt im Infanterieregiment „von Borcke“.

### Militärkarriere
Gordon besuchte in seiner Jugend ab April 1824 die Kadettenhäuser Kulm und Berlin. Am 26. Juli 1828 wurde er als Sekondeleutnant der 4. Schützenabteilung der Preußischen Armee überwiesen. Gordon absolvierte von 1831 bis 1834 die Allgemeine Kriegsschule und wurde anschließend Adjutant der 3. Schützenabteilung. Von 1837 bis 1840 war er als Lehrer an der Divisionsschule der 13. Division tätig. Anschließend wurde Gordon zum topografischen Büro kommandiert. Am 1. April 1843 folgte seine Versetzung als Adjutant zur 11. Infanterie-Brigade und knapp drei Wochen später seine Beförderung zum Premierleutnant. Als Hauptmann und Kompanieführer kehrte Gordon am 11. Dezember 1847 in seine Stammeinheit zurück, die nunmehr die Bezeichnung 6. Jägerabteilung führte. Im Jahr darauf wurde Gordon als Kompaniechef nach Düsseldorf in das 7. Jäger-Bataillon versetzt. Im Mai 1849 war er mit seinem Bataillon an der Niederschlagung der Straßenkämpfe in Breslau im Einsatz. Als Major war Gordon ab Mitte Juni 1853 im Generalstab der 4. Division tätig und wechselte im März 1857 in den Generalstab des II. Armee-Korps. Er übernahm dann am 16. Mai 1857 das Füsilierbataillon des 18. Infanterie-Regiments und wurde in dieser Stellung am 22. Mai 1858 zum Oberstleutnant befördert. Gordon war vom 14. Juni 1859 bis 7. Mai 1860 Kommandeur des mobilen 7. Landwehrregiments und wurde anschließend mit der Führung des 7. kombinierten Infanterie-Regiments beauftragt. Mit seiner Beförderung zum Oberst am 1. Juli 1860 ernannte man Gordon zum Kommandeur des Infanterie-Regiments Nr. 47. Im Dezember 1863 verlegte er mit seinem Regiment zur Grenzbesetzung nach Ostrowo. Unter Stellung à la suite gab Gordon am 3. Mai 1864 das Regiment ab und wurde mit der Führung der 14. Infanterie-Brigade beauftragt. Mit der Beförderung zum Generalmajor am 25. Juni 1864 wurde er dann Kommandeur dieser Brigade.
Mit der Brigade war Gordon 1866 während des Krieges gegen Österreich Führer der Avantgarde der 7. Division. Dabei bewährte er sich in den Kämpfen bei Münchengrätz und Blumenau. Während der Schlacht bei Königgrätz gelang es ihm die Höhe bei Cistowes einzunehmen und gegen überlegene Angriffe zu verteidigen, bis sich durch das Eintreffen der 2. Armee die Lage entspannte. Nach Beendigung des Krieges erhielt Gordon für diese Leistung am 20. September 1866 die höchste preußische Tapferkeitsauszeichnung, den Orden Pour le Mérite.
Am 30. Oktober 1866 wurde Gordon Kommandeur der 11. Division und am 31. Dezember 1866 mit Patent vom 30. Oktober 1866 zum Generalleutnant befördert. Mit dem Großverband kam er während des Deutsch-Französischen Krieges bei der Beschießung von Pfalzburg und Toul sowie dem Gefecht bei Moulin Saquet zum Einsatz. Nach Kriegsende wurde Gordon am 24. Oktober 1871 unter Verleihung des Charakters als General der Infanterie mit Pension zur Disposition gestellt.

### Familie
Gordon hatte sich am 14. Juli 1848 in Breslau mit Bertha Jeanette Anne von Schickfuß aus dem Hause Ellguth, verwitwete von Saufin (1822–1899) verheiratet. Mit ihr hatte er zwei Kinder:
- Max († 1870, gefallen vor Paris) als preußischer Sekondeleutnant im 1. Garde-Regiment zu Fuß
- Klara (1849–1920) ⚭ 19. Juni 1869 Karl Wilhelm Heinrich von Kleist, preußischer General der Kavallerie

### Auszeichnungen
- Ehrenkreuz II. Klasse des Fürstlichen Hausordens von Hohenzollern am 11. Februar 1860
- Russischer Sankt-Stanislaus-Orden I. Klasse am 24. September 1864
- Kommandeur I. Klasse des Ordens Albrechts des Bären am 14. November 1865
- Eisernes Kreuz I. Klasse am 25. April 1871
- Roter Adlerorden I. Klasse mit Eichenlaub und Schwertern am Ringe im Jahre 1879